# Послання Президента Росії до Федеральних Зборів
Послання Президе́нта Росі́ї до Федера́льних Збо́рів Росі́йської Федера́ції є щорічним програмним політико-правовим документом, що виражає бачення президента Росії стратегічних напрямків розвитку Росії на найближчу перспективу. 
Послання включає в себе положення політичного, економічного, ідеологічного характеру, а також конкретні пропозиції, що стосуються законотворчої роботи парламенту.